# Tabia Charles
Tabia Charles, född den 6 april 1985, är en kanadensisk friidrottare som tävlar i längdhopp.
Charles deltog vid Olympiska sommarspelen 2008 där hon var i final i längdhopp. Väl i finalen slutade hon som tia efter att hoppat 6,47 meter.

## Personliga rekord
- Längdhopp - 6,82 meter